# Lufwanyama
Lufwanyama é uma cidade e um distrito da Zâmbia, localizados na província Copperbelt.